# Canone (fiction)

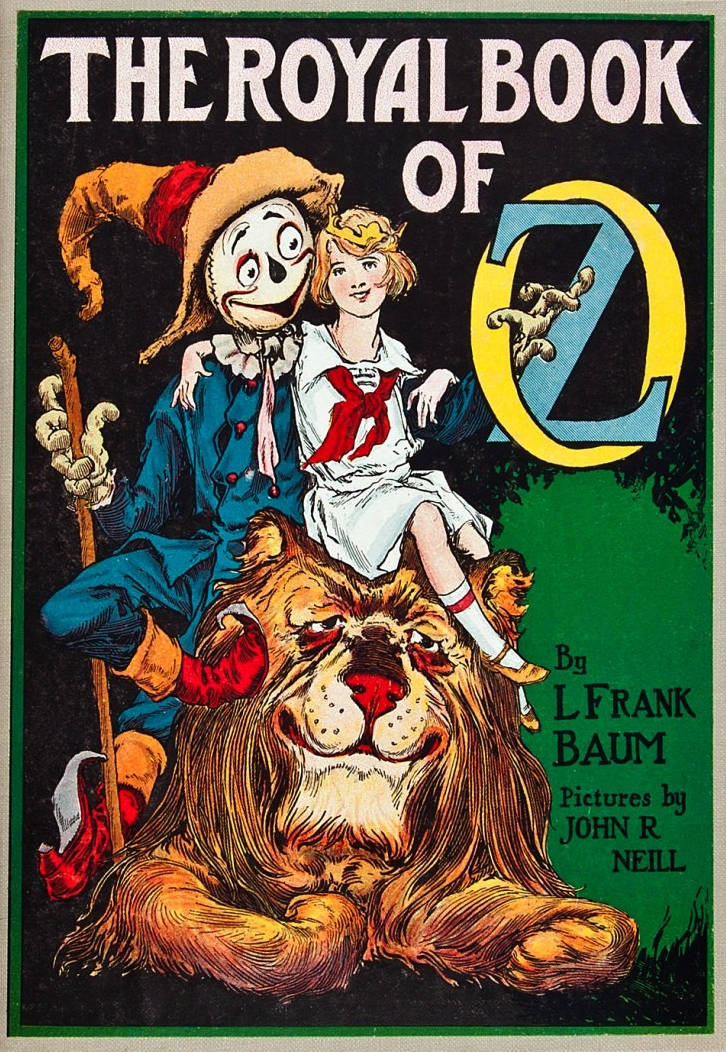
The Royal Book of Oz, un'opera canonica nella serie di Oz, nonostante sia stata scritta nel 1921, dopo la morte dell'originale scrittore della serie L. Frank Baum nel 1919, dallo scrittore Ruth Plumly Thompson autorizzato da Reilly & Lee, l'editore originale

Il canone è, nel contesto della fiction, sia l'insieme di quei romanzi, storie, film, e simili che sono considerati come originali, cioè ufficiali, di un dato universo immaginario, sia l'insieme di quegli eventi, personaggi, ambienti e affini la cui esistenza all'interno di quell'universo è accertata. Talvolta per indicarlo viene usato anche il termine mitologia, soprattutto per riferirsi ad un canone ricco di particolari di fantasia che richiedono un elevato grado di sospensione dell'incredulità o ad un particolare filo conduttore della narrazione.

## Caratteristiche
Affinché l'universo immaginario risulti coerente, specialmente in quelle fiction che comprendono diverse opere, sia gli autori che il pubblico possono trovare utile definire cosa è "veramente" accaduto in quell'universo e cosa no. Solitamente è considerato canonico tutto quello che è stato prodotto dalla fonte originale dell'universo immaginario (autore originale), mentre sono "non canoniche" (o apocrife) quelle opere di adattamento, di derivazione o non ufficiali, spesso prodotte su media differenti da quello originale.
La pratica di definire un canone nella fiction deriva dal concetto di canone letterario, una collezione che elenca quei lavori che sono considerati rappresentativi e migliori di un certo genere o cultura. Pare che il canone appaia per la prima volta tra gli appassionati delle avventure di Sherlock Holmes, in modo da distinguere i lavori originali di Arthur Conan Doyle dagli adattamenti di questi e dai lavori di altri scrittori che usano gli stessi personaggi e ambientazioni.
I due universi più famosi in quanto a interesse e controversie sulla canonicità sono le due saghe fantascientifiche Star Trek (vedi canone di Star Trek) e Guerre stellari. Si ricorda anche la serie Warcraft, il cui canone è spesso soggetto a cambiamenti, a volte anche profondi, all'uscita di ogni nuova opera.

## Opere non canoniche

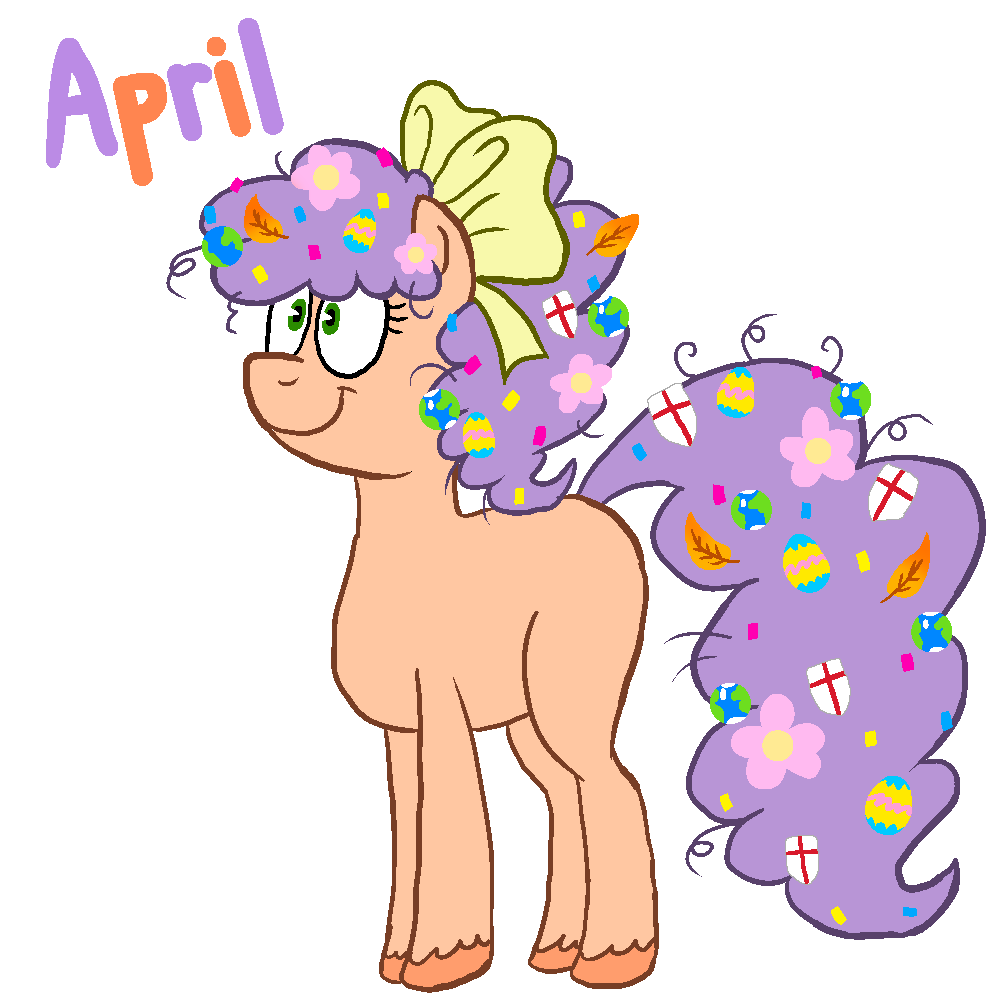
Esempio di ponysona: personaggio originale ispirato all'universo di My Little Pony - L'amicizia è magica

Una certa attenzione è stata prestata anche alle opere non ufficiali, in modo particolare a quello dei fandom e alle loro creazioni, spesso ideate da non professionisti, ovvero le fan art e le fanfiction.
La fan fiction non viene quasi mai considerata canonica. Tuttavia, certe idee possono diventare influenti o ampiamente accettate all'interno della comunità dei fan, che fanno riferimento a tali idee come fanon, un portmanteau di fan e canon.
Il fanon è una caratteristica comune nei grandi franchise e universi immaginari dove ci sono molte opere canoniche e non, come in quelli di Star Trek o Guerre stellari.